# عصر فرمانروایان ۲: دوران پادشاهان
عصر فرمانروایان II: دوران پادشاهان (به انگلیسی: Age of Empires II: The Age of Kings) که به اختصار AGE2 نیز نامیده می‌شود، یک بازی رایانه‌ای در سبک استراتژی هم‌زمان است که توسط استودیو انسمبل توسعه یافته و به‌وسیلهٔ شرکت مایکروسافت، در ۳۰ سپتامبر ۱۹۹۹ عرضه شد. این دومین قسمت از مجموعه اصلی عصر فرمانروایان به‌حساب می‌آید.
داستان‌های این بازی، روایتگر دوران قرون وسطی می‌باشد. بازی از چند جبهه قدرت گرفتن مغولان در آسیای شرقی، جنگ‌های صلیبی بین صلاح‌الدین ایوبی و فریدریش بارباروسا در خاورمیانه، ژان دارک در فرانسه و ویلیام والاس در اسکاتلند شروع می‌شود. نسخه‌ای بازسازی شده از این عنوان تحت نام عصر فرمانروایان ۲: نسخه دفینیتیو در نوامبر ۲۰۱۹ در دسترس قرار گرفت.

## بازتاب‌ها
| گردآورنده  | امتیاز |
| ---------- | ------ |
| گیم‌رنکینگز | ۹۲٪    |
| متاکریتیک  | ۹۲     |

| ناشر       | امتیاز |
| ---------- | ------ |
| آل‌گیم      | [ ۱۰ ] |
| سی‌وی‌جی     | ۹٫۰/۱۰ |
| اج         | ۸/۱۰   |
| یوروگیمر   | ۹/۱۰   |
| گیم‌پرو     | [ ۱۴ ] |
| گیم رولیشن | A-     |
| گیم‌اسپات   | ۹٫۱/۱۰ |
| گیم‌اسپای   | ۸۹/۱۰۰ |
| آی‌جی‌ان     | ۸٫۸/۱۰ |
| پی‌سی زون   | ۹٫۰/۱۰ |